# Informazione. Il nuovo linguaggio della scienza
Informazione. Il nuovo linguaggio della scienza è un saggio scientifico sul tema dell'informazione scritto da Hans Christian von Baeyer, professore di Fisica presso il College of William and Mary.
Pubblicato per la prima volta nel 2003 per la Weidenfeld & Nicolson, è stato pubblicato nel 2005 nella collana La Scienza Nuova delle Edizioni Dedalo, con la traduzione in lingua italiana di Stefano Bianchi, vincendo il Premio Città di Monselice 2007 per la traduzione scientifica.

## Edizioni
- Hans Christian von Baeyer, Informazione. Il nuovo linguaggio della scienza, traduzione di Stefano Bianchi, collana La Scienza Nuova, edizioni Dedalo, 2005,  p. 296, ISBN 978-88-220-0226-6.